# Saurauia hosei
Saurauia hosei är en tvåhjärtbladig växtart som beskrevs av Elmer Drew Merrill. Saurauia hosei ingår i släktet Saurauia och familjen Actinidiaceae. Inga underarter finns listade i Catalogue of Life.